# 法光寺 (ハワイ州)

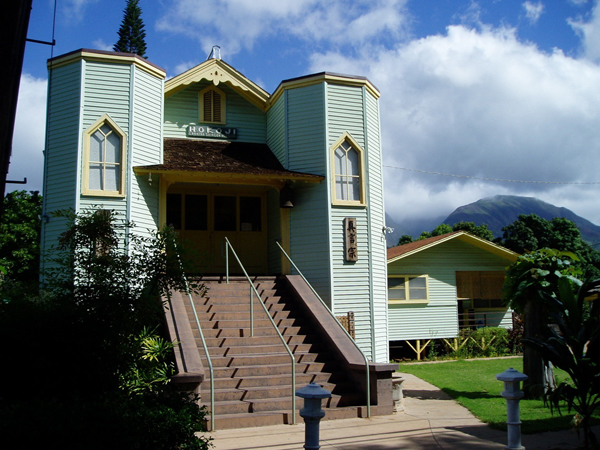
法光寺（2007年）

法光寺（ほうこうじ、英: Lahaina Shingon Mission）は、アメリカ合衆国ハワイ州マウイ島のラハイナにある仏教寺院。日本の高野山真言宗に属する。1902年に設けられた大師堂を起源とし、ハワイの真言宗寺院の中で最も古い寺とされる。山号は馬哇山（まういさん）。

## 歴史

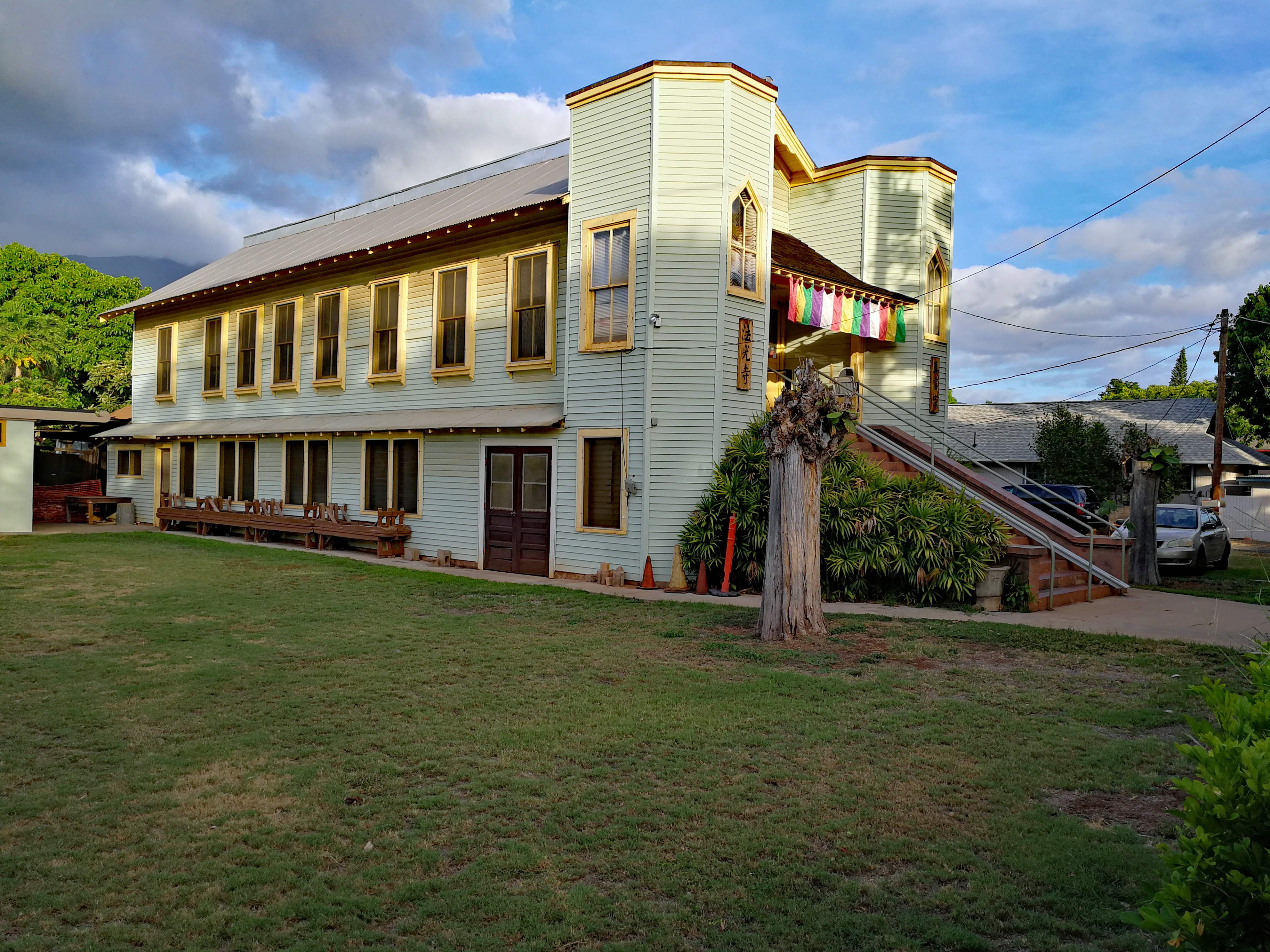
法光寺（2018年）

1868年（明治元年）以降始まったハワイへの日本人移民は、さまざまな信仰を心の支えとした。弘法大師の像を祀ってそのおかげを被ろうとする人々もおり、プランテーションの各キャンプに「大師講」が散在するようになった。「大師講」は、正規の僧侶がいない状況下で在家信者によって指導された組織である。指導者の中には霊能力を持つと称する者もおり、病気直しをはじめとする加持祈祷などを行い、人々の要望に応えていたが、日系社会の中で「淫祀邪教」と目されるような、望ましくない状況も生じた。
1902年、山口県出身の湯尻法眼が、妻とともにハワイに渡ってきた。湯尻は1902年にラハイナで10フィート四方の民家を借り、大師像を祀る大師堂を設けた。これが法光寺のはじまりに位置づけられており、ハワイの真言宗寺院の中で最も古い起源を有する寺とされる。
湯尻は大師信仰に厚い人物で、ハワイの「大師講」の現況を憂いて状況改善のために尽力した。1908年には自身も真言宗醍醐派から印可を受けて布教師となり、各「大師講」の指導者たちにも得度を勧めた。「大師講」の改善を目指した湯尻や、「大師講」の状況を問題視した総領事は、高野派・醍醐派の両本山に監督者の派遣を要請し、1914年に真言宗は両本山から選ばれた関栄覚を初代開教監督としてハワイに派遣した。これが真言宗としての正式なハワイ布教（開教）の始まりとなる。関と湯尻は協力しながら、ハワイ各地につくられた大師講の正常化と組織化を行った。
1926年、ラハイナの布教所は、醍醐寺から「馬哇山法光寺」の山号・寺号が認められ、正式な寺院となった。
1952年、法光寺開創50年を記念して本堂とホールを新築。日系人のみならず、さまざまなルーツを持つ人々の信仰の拠点となっており、また観光地としても知られている。
2023年8月、ラハイナを襲った大火（ハワイ・マウイ島山火事）により被災した。